# Moonis Elahi
Chaudhry Moonis Elahi (en ourdou : چوہدری مونس الٰہی), né le 12 avril 1976 à Lahore, est un homme politique pakistanais, membre de la Ligue musulmane du Pakistan (Q) et ministre des Ressources hydriques entre 2021 et 2022.
Membre d'un clan familial influent, son père Chaudhry Pervaiz Elahi est un homme politique depuis les années 1980. Moonis Elahi est élu député provincial pour la première fois en 2008 et député national en 2018, à chaque fois dans le district de Gujrat.

## Famille et études
Chaudhry Moonis Elahi est né le 12 avril 1976 à Lahore, capitale de la province du Pendjab. Son père Chaudhry Pervaiz Elahi est un industriel et homme politique influent dans la province, de même que le cousin de celui-ci, Chaudhry Shujaat Hussain. Moonis Elahi fait ainsi partie du puissant clan familial et politique des Chaudhry.
Moonis Elahi devient diplômé en commerce de la Wharton School aux États-Unis en 1999. Il retourne ensuite au Pakistan pour gérer les industries familiales. 

## Carrière politique

### Député provincial

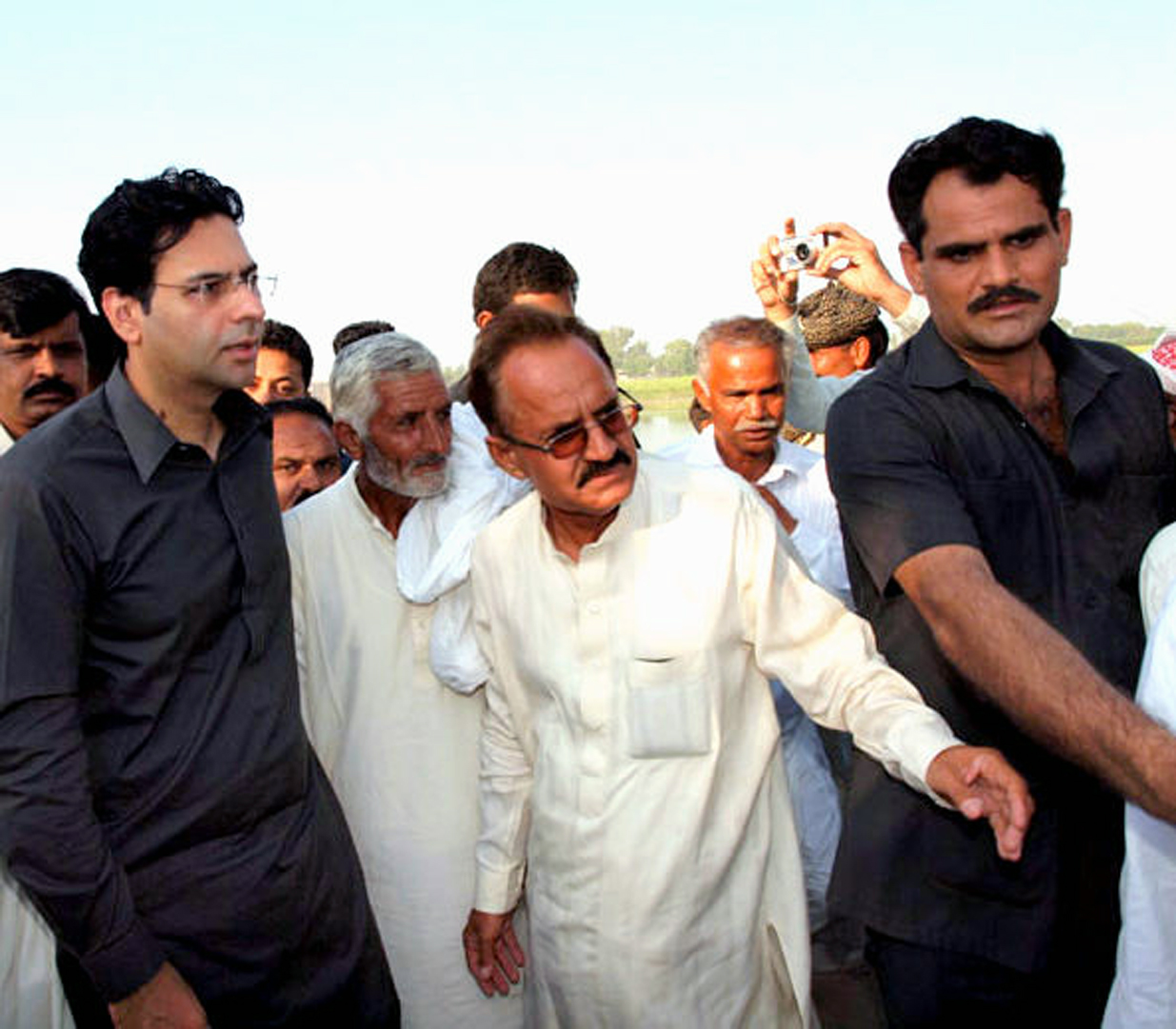
Moonis Elahi à Chakrian, en 2013.

Moonis Elahi commence sa carrière politique au sein de la Ligue musulmane du Pakistan (Q) lors des élections législatives de 2008, dans le sillage de son père qui est ministre en chef du Pendjab dans la législature sortante. Moonis Elahi est élu député de l'Assemblée provinciale du Pendjab dans le district de Gujrat avec 53,8 % des voix, la circonscription de son père et dont sa famille est originaire, mais perd dans une circonscription de Lahore dans laquelle il s'est présenté simultanément, avec 39,6 % des voix,,.
Il est réélu dans la même circonscription lors des élections législatives de 2013 avec 48,6 % des voix, loin devant son principal rival. 

### Député et ministre fédéral
Moonis Elahi est élu député de l'Assemblée nationale pour la première fois lors des élections législatives de 2018. Profitant d'un accord entre son parti et le Mouvement du Pakistan pour la justice, il remporte largement la deuxième circonscription de Gujrat avec 57,5 % des voix.
Dans le cadre d'un accord de coalition au gouvernement fédéral, il entre dans le cabinet du Premier ministre Imran Khan le 13 juillet 2021, au poste de ministre des Ressources hydriques. Il perd son poste lorsque le chef du gouvernement est démis de ses fonctions par l'Assemblée nationale, le 10 avril 2022.

## Accusations de corruption
En 2011, Moonis Elahi est accusé d'enrichissement illégal dans le cadre d'affaires avec une compagnie d'assurance indienne. Alors que son père était ministre en chef du Pendjab au moment des faits, Moonis Elahi est accusé d'avoir engrangé 320 millions de roupies. Sous le coup d'une enquête de la Federal Investigation Agency, il est arrêté en mars 2011 et emprisonné pour quelques mois. Il sera finalement acquitté par la Cour suprême en juillet 2012 pour manque de preuve sur l'origine de l'enrichissement.  